# 스페인 왕립 학술원

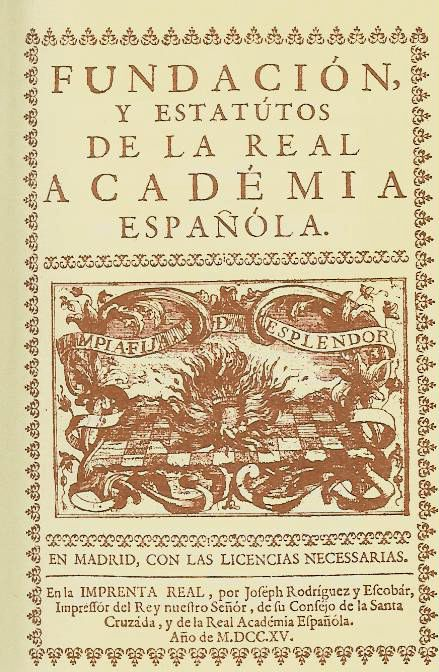
책 표지: 스페인 왕립 학술원의 창설과 규칙(Fundación y estatutos de la Real Academia Española, 1715)

에스파냐/스페인 왕립 학술원( - 王立 學術院, 스페인어: Real Academia Española, RAE, 영어: Royal Spanish Academy)는 스페인어 규정을 총괄하는 왕립 학술 기관이다. 스페인 마드리드에 기반을 두고 있으나, 스페인어 학회 연합을 통해 21개의 스페인어권 국가의 언어 학회와 제휴하고 있다. 스페인 왕립 학술원의 문장은 뜨거운 도가니인데, 그 모토는 '깨끗이 하고, 결정하고, 빛내어라'(스페인어: Limpia, fija y da esplendor)이다.
스페인 왕립 학술원은 사전과 문법서의 주요 출판처이며, 여기에 낱말을 등재하려면 공적인 절차를 거쳐야 한다. 웹사이트에는 온라인 사전과 다른 자료들이 있다. 이중 가장 유명한 저작은 스페인 한림원의 스페인어 사전(스페인어: Diccionario de la lengua española de la Real Academia Española, 약칭 'DRAE')이다.

## 역사
1713년 스페인 왕립 학술원이 창설되었다. 이 기관은 이탈리아어 학회(Accademia della Crusca, 1582년)와 프랑스 학술원(Académie française, 1635년)을 모델로 하여 '카스티야어의 소리와 어휘를 품위있고 세련되며 순수하게 정하기 위해' 생겼다. 펠리페 5세는 1714년 10월 3일에 학술원 창설을 승인하고, 국왕의 보호하에 두었다.
왕립 학술원을 세운 귀족인 비예나 후작이자 에스칼로나 공작인 후안 마누엘 페르난데스 파체코는 왕립 학술원의 목적을 표준어를 시대에 맞게 발전적으로 정비하여 '스페인어 언중들이 언제나 세르반테스를 읽을 수 있게끔' 하기 위한 것이라고 썼다.
스페인 왕립 학술원은 처음으로 스페인어 철자법 규정을 만들어 1741년에 '오르토그라피아'(Ortographía, 2판부터는 Ortografía로 표기했다) 1판을 발행했다. 왕립 학술원의 규정은 1844년에 왕의 칙령을 통해 스페인에서 공식 규정으로 자리 잡았으며, 점차 라틴 아메리카의 스페인어권 국가에도 채택되었다. '음운과 철자의 새 규정'(Nuevas Normas de Prosodia y Ortografía, 1959년)에서 몇몇 개혁이 단행되었는데, 이 규정은 다른 국립 언어 학회와 협의를 통해 계속 조정을 거쳤다. 현행 규정과 실제 권고는 '오르토그라피아'(Ortografía, 1999년) 최신판에 나와있다.
1994년 스페인 왕립 학술원은 스페인어 자음은 CH(ché)와 LL(elle)를 각각 C와 L 항목에 포함시키도록 했다. (전에는 CH와 C 그리고 LL과 L이 알파벳상 따로 분리되어 있었다) 또 단음절 낱말의 모음의 경우 단어의 의미가 달라지지 않는 한 그 모음의 강세를 없애도록 했다. 가령 'dio'(주었다)나 'vio' ("보았다")에는 'ó'로 강세를 뺀다. 그러나 단음절 낱말인 'sé'("나는 알다" 혹은 "나는 ~이다", 동사 saber의 1인칭 단수 현재형 또는 동사 ser의 단수 명령형)에서는 재귀대명사 'se'와 구분하기 위해 강세를 붙인다.

## 왕립 학술원에 대한 비판

스페인 왕립 학술원은 지나치게 보수적이고 엘리트적이며 변화가 느린데다가 마드리드 지역의 용례에 집착하고 여타 스페인의 다른 지역이나 스페인어권 국가들의 다양한 용례를 무시했으며 스페인어 사전의 개정이 더뎌서 특히 스페인어권 아메리카 국가에서 비판을 받아왔다.
게다가 사전은 편파적인 정의와 용례의 범위 때문에 비판을 받았다. 이에 학술원을 지지하는 쪽에서는 왕립 학술원의 목적은 일시적인 스페인어 표현을 기재하는게 아니라 하나의 카스티야 언어를 보호하고 언어의 변형으로 다른 스페인어 구사자들이 이를 이해하지 못하게 되는 것을 예방하는 것이라고 응수한다.
비판자들도 스페인 왕립 학술원의 스페인어 사전(Diccionario de la Lengua Española de la Real Academia Española) 20판, 21판, 현행 22판이 상당한 발전을 보였음은 인정한다. 또 1992년에 왕립 학술원에서 페이퍼백으로 책을 낸 것도 환영받는 혁신이었다. 텔레포니카, IBM, 마이크로소프트와 같은 회사와 제휴하여 왕립 학술원은 스페인어 사전을 무료 온라인 버전(Real Academia Española)으로 제공하여 오늘날 정보통신 시대에 발맞추어 적응하게 되었다.
그런데 현재 스페인 왕립 학술원은 역사적인 스페인어 기록을 모으면서 공적 지원을 받으면서도 무료 콘텐츠로 성과물을 제공하지 않아 비난을 사고 있다.

## 왕립 학술원 위원
스페인 왕립 학술원의 위원은 "아카데미코스 데 누메로(Académicos de número)"라고 하며, 이들은 예술, 과학계의 명사 그리고 "로스 임모르탈레스(Los Inmortales, "불후의 명성을 가진 사람"을 뜻하는데, 프랑스 학술원사도 같은 표현을 쓴다.)"라고 하는 몇몇 스페인어 작가 가운데 나온다. 왕립 학술원의 다른 위원들이 선출해서 평생동안 임직한다. 각 학사들은 스페인어 자모(대문자, 소문자 구별도 있다.)가 새겨진 자리를 얻는다.

### 현재 왕립 학술원 위원 명단
- (H) 마르틴 데 리케르 모레라, 카사 다발로스 백작 (1965)
- (g) 안토니오 콜리노 로페스 (1972)
- (e) 미겔 델리베스 세티엔 (1975)
- (M) 카를로스 부소뇨 프리에토 (1980)
- (A) 마누엘 세코 레이문도 (1980)
- (Z) 프란시스코 아얄라 이 가르시아-두아르테 (1984)
- (n) 발렌틴 가르시아 예브라 (1985)
- (O) 페레 힘페레르 토렌스 (1985)
- (q) 그레고리오 살바도르 카하 (1987)
- (p) 프란시스코 리코 만리케 (1987)
- (r) 안토니아 밍고테 바라치나 (1988)
- (s) 호세 루이스 피니요스 디아스 (1988)
- (J) 프란시스코 모랄레스 니에바 (1990)
- (d) 프란시스코 로드리게스 아드라도스 (1991)
- (F) 호세 루이스 삼페드로 사에스 (1991)
- (c) 빅토르 가르시아 데 라 콘차 (1992)
- (U) 에두아르도 가르시아 데 엔테리아 이 마르티네스-카란데 (1994)
- (l) 에밀리오 예도 이니고 (1994)
- (C) 루이스 고이티솔로 가이 (1995)
- (L) 마리오 바르가스 요사 (1996)
- (b) 엘리세오 알바레스-아레나스 파체코 (1996)
- (u) 안토니오 무뇨스 몰리나 (1996)
- (V) 후안 루이스 세브리안 (1997)
- (t) 잉나시오 보스케 무뇨스 (1997)
- (K) 아나 마리아 마투테 (1998)
- (ñ) 루이스 마리아 안손 올리아르트 (1998)
- (I) 루이스 마테오 디에스 (2001)
- (N) 기예르모 로호 (2001)
- (k) 호세 안토니오 파스쿠알 (2002)
- (E) 카르멘 이글레시아스 (2002)
- (f) 루이스 앙헬 로호 (2003)
- (i) 마르가리타 살라스 팔게라스 (2003)
- (T) 아르투로 페레스-레베르테 (2003)
- (G) 호세 마누엘 산체스 론 (2003)
- (Q) 카를로스 카스티야 델 피노 (2004)
- (j) 알바로 폼보 이 가르시아 데 로스 리오스 (2004)
- (o) 안토니오 페르난데스 알바 (2006)
- (X) 프란시스코 브리네스 (2006)
- (h) 호세 마누엘 블레쿠아 페르디세스 (2006)
- (a) 페드로 가르시아 바레노 (2006)
- (R) 하비에르 마리아스 (2008)
- (P) 이네스 페르난데스-오르도녜스 (2008)
- (m) 호세 마리아 메리노 (2008)
- (D) 다리오 비야누에바 (2008)
- (B) 호세 루이스 보라우 (2008)
- (S) 살바도르 구티에레스 (2008)

### 과거 유명한 왕립 학술원 위원
- 다마소 알론소
- 카밀로 호세 셀라
- 레안드로 페르난데스 데 모라틴
- 페르난도 라사로 카레테르
- 훌리안 마리아스
- 라몬 메네데스 피달
- 베니토 페레스 갈도스
- 엘레나 키로가
- 곤살로 토렌테 바예스테르